# عملية ضرب عضب
عملية ضرب عضب هي عملية عسكرية مشتركة تقوم بها القوات المسلحة الباكستانية ضد جماعات مسلحة متعددة، منها حركة طالبان باكستان، تنظيم القاعدة، وشبكة حقاني. بدأت القوات المسلحة الباكستانية العملية العسكرية في الخامس عشر من شهر يونيه عام 2014 في شمال وزیرستان كمحاولة لاحتواء الجماعات الإرهابية المتنامية في المنطقة خصوصاً بعد الهجوم على مطار جناح الدولي في الثامن من يونيه.
حازت العملية على تأييد واسع من كل قطاعات الدولة. كما أطلقت أثنتان من أكبر الجماعات الدينية الإسلامية في باكستان فتوى تصف العملية بأنها جهاد في مواجهة الإرهاب.

## الخلفية التاريخية

### مفاوضات السلام
أعلن رئيس الوزراء الباكستاني عن بدء مفاوضات السلام بين طالبان مباشرة بعد انتخابه، على الرغم من فشل المحاولات السابقة لإشراك طالبان في الحوار. عُقِدت الجلسة الأولى من المفاوضات في السادس والعشرون من شهر مارس عام 2014. لم ترشح حركة طالبان ممثلين من صفوفها، بل قامت بترشيح شخصيات دينية موالية لطالبان لتقديم وجهات نظرهم. طالب الممثلون عن طالبان بتطبيق الشريعة الإسلامية في باكستان؛ في المقابل طالبت الحكومة بوقف العدائيات وأن تكون المطالب في ظل الدستور الباكستاني. تم التوصل إلى هدنة مدتها شهر بين الحكومة وحركة طالبان.

#### فشل المفاوضات
إنهارات المفاوضات بعد إعدام طالبان لـ 23 جندي من حرس الحدود كانوا قد تم اختطافهم عام 2010. كما تضررت المفاوضات بشكل كبير بعد الهجوم على مطار كراتشي الذي اعلنت طالبان مسؤوليتها عنه والذي أسفر عن مقتل 28 شخصاً. بدأت عملية ضرب عضب العسكرية على خلفية الهجوم على المطار بسلسلة من الغارات الجوية على مخابئ المسلحين في المناطق القبلية على طول الحدود الأفغانية.

## الإستعدادات
قال وزير الدفاع الباكستاني خواجه محمد آصف ان قرار العملية العسكرية تم اخذه بعد فشل إستراتيجية المفاوضات. واضاف بأن أي جماعة ستهدد امن باكستان أو تتخذ منها قاعدة للقيام بالعمليات الإرهابية سوف يتم إستهدافها. هذا وقد كان بدأ الجيش الباكستاني بمحاصرة منطقة شمال وزيرستان وعزلها عن المناطق المجاورة منعاً للمسلحين من الهرب، كما طلبت باكستان من الجيش الأفغاني غلق الحدود وتشديد الإجرائات الأمنية لمنع المسلحين من الهرب إلى أفغانستان.

## الخط الزمني
15 يونيه
- بدأت المرحلة الأولى من العملية بسلسلة من الغارات الجوية المكثفة على معاقل المسلحين شمالي وزيرستان. أُفيد بمقتل أكثر من 140 مسلح في الغارات، بينهم العقل المدبر للهجوم على مطار كراتشي أبو عبد الرحمن ألماني.

16 يونيه
- مقتل 9 مسلحين وإصابة 3 جنود أثناء عملية ليلية للجيش الباكستاني على مشارف بلدة مير علي في شمال وزيرستان.
- مقتل 7 مسلحين أثناء محاولتهم الهروب من المنطقة المعزولة. بينما قُتل جنديان من الجيش.
- اغارت الطائرات المقاتلة في الصباح الباكر على 6 معاقل للمسلحين، مخلفةً 27 قتيل في صفوف المسلحين.
- أعلنت خدمة العلاقات العامة بالجيش عن مقتل 6 جنود في تفجير عبوة ناسفة استهدفت موكبهم بالقرب من الحدود الأفغانية.
- مقتل 3 مسلحين أثناء محاولتهم زرع عبوة ناسفة.

17 يونيه
- مقتل 25 مسلح في غارات لطائرات الجيش الباكستاني على 6 معاقل للمسلحين بشمال وزريستان.
- مقتل 3 مسلحين أثناء محاولتهم الهروب من المنطقة، وإصابة جندي واحد.
- بحلول اليوم الثالث، كان قد تم تطهير أكثر من 40 في المائة من شمال وزيرستان.

## الغارات الجوية الأمريكية
كانت قد توقفت غارات الطائرات بدون طيار الأمريكية لمدة ستة أشهر بطلب من الحكومة الباكستانية، إلا ان الغارات قد استئنفت مع بدء العملية.

11 يونيه - مقتل 16 مسلح مشتبه فيهم في غارتين لطائرة بدون طيار.

18 يونيه - مقتل 6 مسلحين.

10 يوليو - مقتل 7 مسلحين وإصابة 3.

16 يوليو - مقتل 20 مسلح.

19 يوليو - مقتل 11 مسلح بينهم قائدان.

6 أغسطس - مقتل 6 مسلحين.

## إنتقام طالبان
في 16 ديسمبر 2014، هاجم 6 مسلحين ينتمون لحركة طالبان باكستان مدرسة يديرها الجيش الباكستاني في بيشاور. مما أدى إلى مقتل 141 شخص معظمهم من التلاميذ. وأصيب العشرات من التلاميذ والعاملين بالمدرسة. تبنت حركة طالبان الباكستانية الهجوم على الفور، مؤكدة أنها نفذته من اجل الثأر للقتلى الذين سقطوا في عملية ضرب عضب التي يشنها الجيش الباكستاني في غرب باكستان.